# 萨武海
萨武海是印尼萨武岛以北的一片海洋，被东面的罗第岛和帝汶岛、北及西北面的弗洛勒斯岛和东北面的松巴岛包围。萨武海南部及西部连接印度洋；北部连接弗洛勒斯海；東部连接班达海。